# Luzaga
Luzaga è un comune spagnolo di 65 abitanti situato nella comunità autonoma di Castiglia-La Mancia.